# Circuit de Calafat
Der Circuit de Calafat ist eine permanente Motorsport-Rennstrecke in der katalanischen Provinz Tarragona in Spanien. Er ist nach dem Circuito del Jarama die zweitälteste noch existierende permanente Rennstrecke in Spanien.

## Lage
Die Rundstrecke liegt in der Nähe der Küste Costa Daurada bei L’Ametlla de Mar im Ortsteil Calafat zwischen der Nationalstraße N-340 und der Autobahn AP-7. die Anlage liegt nur 800 m von der Küste entfernt in einem flachen Gelände.

## Streckenverlauf
Die Rennstrecke hat eine Länge von rund 3250 Metern und eine durchschnittliche Breite von 10 Metern. Sie besteht aus 22 Kurven und wird im Uhrzeigersinn befahren. Die Start-Ziel-Gerade ist 600 Meter lang, im angrenzenden Boxenbereich stehen 24 Einzelboxen zur Verfügung. Das Fahrerlager hat eine Fläche von rund 16.000 m² an dem sich auch ein Restaurant befindet. Die Anlage umfasst neben der Renn- auch eine Rallycrossstrecke mit mehreren Streckenvarianten und eine Kartbahn im südlichen Teil des Geländes.
Der Kurs gilt als technische Strecke mit moderaten Höchstgeschwindigkeiten und ausreichenden Auslaufzonen, bei dem das aggressive Befahren der Randsteine entscheidend für gute Bestzeiten ist.

## Geschichte

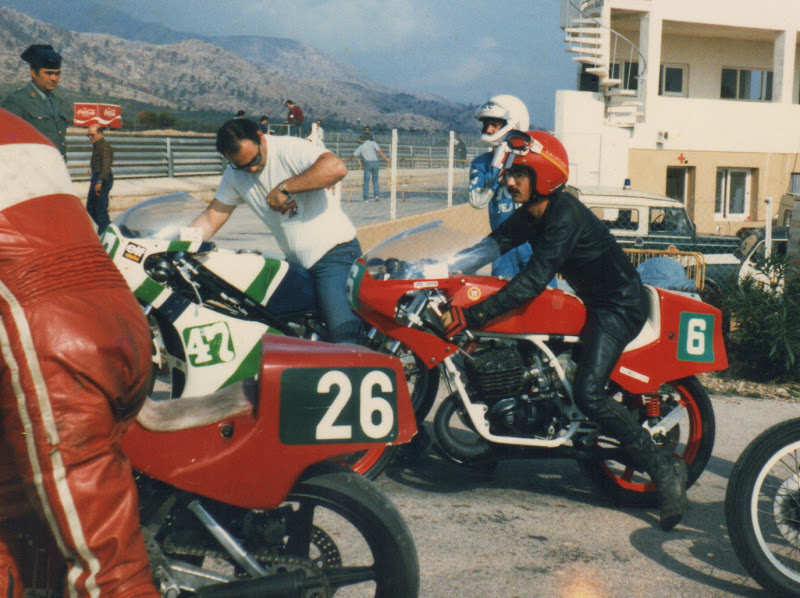
Jordi Fornas (6) auf Yamaha-Montesa auf dem Circuit de Calafat 1986

Der Rundkurs wurde 1974 vom Motorradpiloten und späteren Lokalpolitiker Jordi Xiol entworfen und mit Unterstützung des Ehepaares Mangrané und Carmelo Ezpeleta gebaut. Nach ein paar Jahren gab es Probleme zwischen der Gemeindeverwaltung, die Eigentümer des Geländes war, und dem privaten Pächter. Die Strecke wurde in der Folge Anfang 1982 geschlossen.
1983 wurde durch eine Entscheidung des Obersten Gerichts die Strecke wieder eröffnet und die Stadtverwaltung übertrug die Konzession für 50 Jahre an das Unternehmen Calafat S.A. mit Sitz in Barcelona. 
2008 wurde die Strecke komplett saniert und ein neuer Straßenbelag aufgebracht. Mit der Zustimmung des Motorsportverbandes Federació Catalana de Motociclisme i Automobilisme wurde die Rundstrecke 2012 homologiert.

## Veranstaltungen
In den 1980er und 1990er Jahren war der Circuit de Calafat der Austragungsort des spanischen Copa Citroën und nationalen Motorradwettbewerben. Derzeit wird die Strecke nur zu privaten Zwecken, Testfahrten von Fahrzeugen und für die nationale Meisterschaft im katalanischen Motorradrennsport (Campionat de Catalunya de Velocitat) genutzt. Es werden auch Fahrkurse für jedermann angeboten um die Fahrtechnik zu verbessern.
In den letzten Jahren hat die Strecke sich dank zusätzlicher Streckenumbauten als Testgelände für die Formel E etablieren können, die dort spezifisch die engen Streckenverläufe der Formel-E-Stadtkurse trainieren können.